# James Ellison (pilote moto)
Pour les articles homonymes, voir James Ellison et Ellison.
James Ellison, né le 19 septembre 1980 à Kendal, est un pilote de vitesse moto britannique
Il a fait ses débuts dans le monde des Grand Prix en 2004 directement dans la catégorie reine de MotoGP au Grand Prix de République tchèque.
En 2003, il participe à la victoire au championnat du monde d'endurance moto au guidon d'une Yamaha YZF-R1 pour l'équipe anglaise Yamaha Phase One.

## Carrière en Grand Prix
| Année | Cat.   | Équipe | Moto       | GP | Vict. | Podiums | Poles | Mtour | Pts | Position |
| ----- | ------ | ------ | ---------- | -- | ----- | ------- | ----- | ----- | --- | -------- |
| 2006  | MotoGP |        | Yamaha     | 17 | 0     | 0       | 0     | 0     | 26  | 18e      |
| 2005  | MotoGP |        | Blata      | 16 | 0     | 0       | 0     | 0     | 7   | 23e      |
| 2004  | MotoGP |        | Harris WCM | 6  | 0     | 0       | 0     | 0     | 3   | 26e      |